# Charlotte Broman Mølbæk
Charlotte Broman Mølbæk (29 de novembro de 1977, em Aarhus) é uma política dinamarquesa, membro do Folketing pelo Partido Popular Socialista. Ela foi eleita para o parlamento nas eleições legislativas dinamarquesas de 2019.

## Carreira política
Mølbæk foi membro do conselho municipal do município de Randers de 2014 a 2019. Ela foi eleita para o parlamento na eleição de 2019, onde recebeu 2.641 votos pelos socialistas.